# Франко-марокканський договір (1631)
Франко-марокканський договір — договір, укладений між французьким королем Людовіком XIII та султаном Абу Марваном Абд аль-Маліком II в 1631.
Укладання договору між Францією і Марокко було в значній мірі спричинено активністю берберських піратів із напівнезалежної корсарської Республіки Сале, що знаходилась на марокканській території в містах Сале та Нове Сале (сучасний Рабат) і з 1627 року перестала визнавати зверхність султану Марокко. З французької сторони переговори вів адмірал Ісаак де Разіллі. Ще до укладання договору, у 1630 році Разіллі зміг вступити в переговори з піратами Сале, у яких йому вдалось викупити певну кількість захопленних марокканцями французьких рабів.
Разіллі знову відвідав Марокко в 1631 році і брав участь у численних зустрічах і переговорах щодо укладання франко-марокканського договору. До переговорів був залучений колишній перший очільник (каїд) Республіки Сале, відомий берберський корсар голландського походження Ян Янсзон (Мурат-реїс), який сприяв їх проведенню завдяки знанню декількох мов і місцевих звичок та традицій. Для Марокканського султана укладання договору із Францією було важливим з точки зору створення противаги Іспанії, що постійно загрожувала Марокко.
Договір надав Франції і її громадянам на території Марокко пільговий режим, відомий як Капітуляції (правовий режим, відповідно до якого держава надає підданим іншої держави на своїй території переваги у порівнянні зі своїми підданими): пільгові тарифи для торгівлі, право заснування консульства та свободу віросповідання для французьких підданих.
Договір був ратифікований Людовіком XIII в 1632 році.